# Aeroportul Internațional Cahul
Aeroportul Internațional Cahul se află la o distanță de 8 km de orașul Cahul, Republica Moldova. Potrivit Hotărârii Guvernului nr.467 din 28 august 1996 aeroportului aviației civile Cahul a fost transmis în gestiunea administrației publice locale. În 2002 aeroportului i se acordă statut de aeroport internațional și Consiliul județean Cahul a adoptat decizia cu privire la reorganizarea Întreprinderii de Stat „Aeroportul Cahul” în Întreprindere Municipală „Aeroportul Internațional Cahul” [
. În perioada existențe județului Cahul, orașul Cahul era un centru județean, existau câteva rute spre Ucraina, Rusia și Turcia . După anul 2003 Aeroportul Internațional Cahul a fost supus lucrărilor de renovare. Între-timp a apărut un investitor german, care a cumpărat 51% din acțiunile Aeroportului, iar Consiliul raional Cahul deține 49%. A fost reparată pista de decolare-aterizare, au fost achiziționate echipamente moderne . Cu toate acestea, aeroportul nu a obținut, din partea Administrației Aviației Civile de Stat, autorizația de exploatare și funcționare a aeroportului. Activitatea întreprinderii „Aeroportul Internațional Cahul” fiind sistată în 2004 de către Autoritatea Aeronautică Civilă, din motiv că aerodromul nu corespunde cerințelor privind siguranța zborurilor . Cu o suprafață de 100,45 ha, Aeroportul Internațional Cahul este cel mai mare (unicul) aeroport cu statut de internațional din Regiunea de Dezvoltare Sud a Republicii Moldova. În prezent aeroportul este în perioada de licențiere .